# Islamdine Halifa
Islamdine Halifa (Nîmes, 20 december 2004) is een Frans voetballer met Comorese roots die in het seizoen 2024/25 door Olympique Lyon wordt uitgeleend aan RWDM.

## Clubcarrière
Halifa begon zijn jeugdopleiding in zijn geboortestad Nîmes: eerst bij LSM Nîmois, vervolgens bij Nîmes Olympique. In 2021 maakte hij de overstap naar de jeugdopleiding van Olympique Lyon. In het seizoen 2021/22 kwam hij uit voor het U19-elftal van de club, waarmee hij op 7 mei 2022 de Coupe Gambardella in de wacht sleepte. Op 5 februari 2022 maakte hij zijn officiële debuut voor Olympique Lyon B, het beloftenelftal van de club dat toen uitkwam in de Championnat National 2. Halifa, die in december 2021 al een stagiaircontract tot medio 2024 had ondertekend, kreeg ook op de twee laatste speeldagen van de Championnat National 2 speelminuten van beloftentrainer Gueïda Fofana.
In de seizoenen 2022/23 en 2023/24 speelde Halifa opgeteld 44 competitiewedstrijden voor het B-elftal van Lyon, dat na afloop van het seizoen 2022/23 naar de Championnat National 3 degradeerde. In het seizoen 2023/24 droeg hij geregeld de aanvoerdersband bij Lyon B. In augustus 2023 ondertekende hij zijn eerste profcontract, dat hem tot medio 2027 aan de club verbond.
In juli 2024 werd Halifa door Lyon voor een seizoen uitgeleend aan RWDM, de Belgische zusterclub van Lyon die twee maanden eerder naar Eerste klasse B was gedegradeerd.

## Clubstatistieken
| Seizoen         | Club             | Land               | Competitie             | Competitie | Competitie | Beker | Beker | Supercup | Supercup | Europees | Europees | Totaal | Totaal |
| Seizoen         | Club             | Land               | Competitie             | Wed.       | Dlp.       | Wed.  | Dlp.  | Wed.     | Dlp.     | Wed.     | Dlp.     | Wed.   | Dlp.   |
| --------------- | ---------------- | ------------------ | ---------------------- | ---------- | ---------- | ----- | ----- | -------- | -------- | -------- | -------- | ------ | ------ |
| 2021/22         | Olympique Lyon B | Vlag van Frankrijk | Championnat National 2 | 3          | 0          | —     | —     | —        | —        | —        | —        | 3      | 0      |
| 2022/23         | Olympique Lyon B | Vlag van Frankrijk | Championnat National 2 | 21         | 0          | —     | —     | —        | —        | —        | —        | 21     | 0      |
| 2023/24         | Olympique Lyon B | Vlag van Frankrijk | Championnat National 3 | 23         | 0          | —     | —     | —        | —        | —        | —        | 23     | 0      |
| 2024/25         | → RWDM           | Vlag van België    | Eerste klasse B        | 1          | 0          | 0     | 0     | —        | —        | —        | —        | 1      | 0      |
| Carrière totaal | Carrière totaal  | Carrière totaal    | Carrière totaal        | 48         | 0          | 0     | 0     | 0        | 0        | 0        | 0        | 48     | 0      |

Bijgewerkt op 18 augustus 2024.

## Interlandcarrière
Halifa debuteerde in 2023 als Frans jeugdinternational.
1 Lathouwers ·
3 Halilou ·
4 Doudaev ·
5 De Sart ·
6 Halifa ·
7 Montes ·
8 Abe ·
9 Parzyszek ·
10 Robail ·
11 Ziani ·
15 Laâziri ·
17 Barry ·
20 Poku ·
21 Marsoni ·
22 Soelle Soelle ·
23 Del Piage ·
26 Kestens ·
28 Hubert ·
29 Maurer ·
30 Baghli ·
31 Dodeigne ·
43 Sousa ·
49 Sapata ·
51 Preijs ·
53 Messad-Kouchiche ·
60 Awudu ·
70 Nkurunziza ·
77 Biron ·
83 Lemmens ·
84 El Arouch ·
99 Benjdida ·
Coach: Ferrera
· Assistent-coach: Baherlé
· Assistent-coach: De Camargo